# Aéroport international de Curitiba
Pour les articles homonymes, voir CWB.
L’aéroport international de Curitiba – Afonso Pena (code IATA : CWB • code OACI : SBCT) est un des aéroports desservant la ville de Curitiba, au Brésil.
Il est situé sur la commune de São José dos Pinhais, dans la communauté urbaine, à 14 km de Curitiba. 

## Présentation
Son nom en portugais est Aeroporto Internacional Afonso Pena, en l'honneur d'Afonso Pena (1847-1909), président de la République du Brésil de 1906 à 1909, élu par vote direct, qui contribua à faire développer les transports ferroviaires et maritimes.
Contrôlé par la SRPA - Superintendência Regional do Sul (INFRAERO), l'aéroport a assuré de janvier à novembre 2004 :
- 44 636 vols intérieurs ;
- 3 942 vols internationaux ;
- 48 578 vols au total ;
- 2 528 210 passagers transportés en vols intérieurs ;
- 82 578 passagers internationaux ;
- 2 610 788 passagers au total ;
- 11 205 549 kg de fret intérieur ;
- 14 293 822 kg de fret international ;
- 25 499 371 kg de fret au total ;
- 8 263 868 kg de courrier.

Son terminal, sur trois étages, a la capacité d’accueillir 3 millions de passagers par an.

## Situation
| \| 200 km1:42 212 000 \| São Paulo-Guarulhos São Paulo-Congonhas Brasília Rio-Galeão Belo Horizonte Campinas Rio-Santos-Dumont Recife Porto Alegre Salvador Fortaleza Curitiba Florianópolis Belém Vitória Goiânia Manaus Navegantes |
| 200 km1:42 212 000 |

## Statistiques
Pour des raisons techniques, il est temporairement impossible d'afficher le graphique qui aurait dû être présenté ici.

Voir la requête brute et les sources sur Wikidata.

## Compagnies et destinations

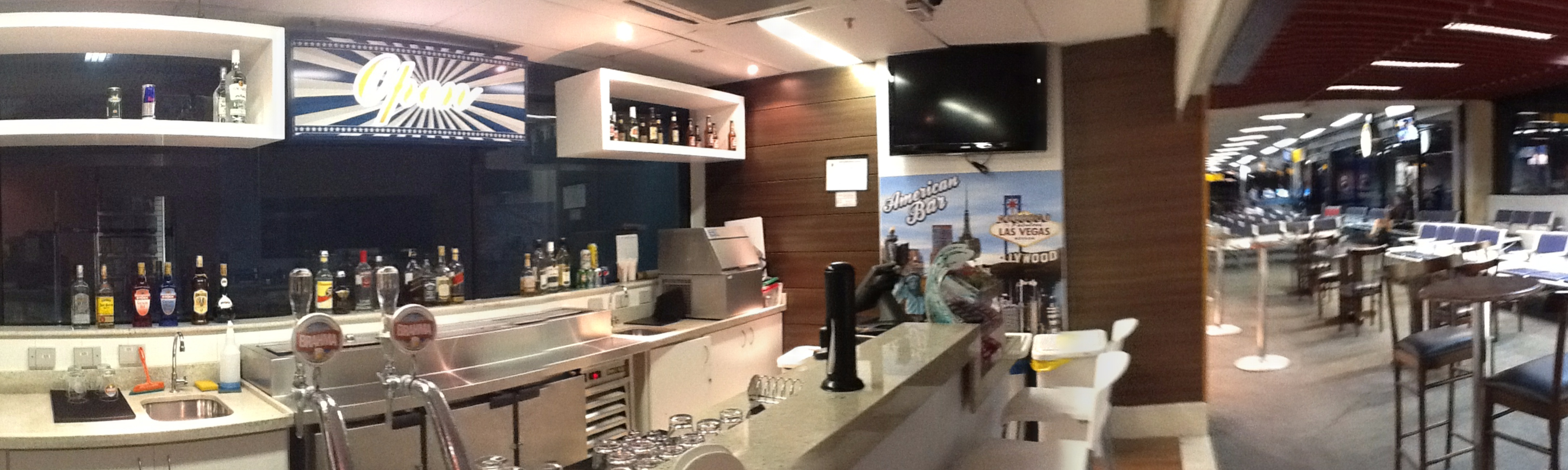
Dining area

| Compagnies                               | Destinations |
| ---------------------------------------- | --- |
| Aerolíneas Argentinas                    | Buenos Aires-Ezeiza |
| Azul Brazilian Airlines                  | Belo Horizonte, São Paulo/Campinas, Campo Grande, Cascavel, Foz do Iguaçu, Londrina, Maringá, Pato Branco, Porto Alegre, Porto Seguro (en), Recife, Ribeirão Preto (en), Paranaguá, São Paulo/Guarulhos, Toledo (en) |
| Gol Transportes Aéreos                   | Brasília, Foz do Iguaçu, Maringá, Porto Alegre, Rio de Janeiro/Galeão, Paranaguá, São Paulo/Congonhas, São Paulo/Guarulhos                                                                                           |
| Gol Transportes Aéreos opéré par TwoFlex | Arapongas, Campo Mourão (en), Cianorte (en), Cornélio Procópio (en), Francisco Beltrão (en), Guaíra (en), Paranaguá, Paranavaí (en), Telêmaco Borba, União da Vitória (en)                                           |
| LATAM Brasil                             | Brasília, Fortaleza, Foz do Iguaçu, Porto Alegre, Paranaguá, São Paulo/Congonhas, São Paulo/Guarulhos |
| LATAM Chile                              | Santiago du Chili-A.-M.-Benítez |
| Paranair                                 | Asuncion-S.-Pettirossi |
| VoePass                                  | Ribeirão Preto (en) |

Édité le 03/02/2020